# Florent y yo
Florent y yo es el álbum debut de Florent Muñoz, guitarrista del grupo de rock Los Planetas, bajo el apodo de Florent y yo.
Florent compuso las canciones teniendo a Los Planetas como destinatario, pero finalmente acabaron siendo registradas por Florent en solitario.
El disco se graba en diciembre de 2020 en Sonic Room y Cortijo de Santa María de la Vega (Granada. Los músicos que colaboran en el álbum son Adrián Ceballos, Dani Fernández, Mario Zamora, los tres miembros de la desaparecida banda madrileña Melange, y Jimi García (trompetista en Eskorzo y Los 300).
Según la nota de prensa "En Florent y Yo se establece una perfecta correspondencia entre lo acústico, lo eléctrico y lo electrónico (...) La voz de Florent se conduce con fluidez entre el pop expansivo y la psicodelia de contacto que dan forma a las diez composiciones de su debut en solitario, que nace agradecido y sin deudas, con ecos de Love, Stereolab o The Jesus and Mary Chain, evocando solo parcialmente y de manera indirecta a Los Planetas y con una atractiva singularidad".
En una entrevista para El País, Florent comenta sobre el proceso compositivo: “Me di cuenta del poder que tiene escribir canciones. Nunca había vivido esa sensación: jugar con el doble sentido, los mensajes… (...) Son letras que tratan sobre encontrar un agarre en medio de un naufragio. Puede estar la cosa muy mal, pero siempre hay una solución. Y si no hay una solución me la tengo que inventar. Parece que va a ser un hundimiento total, pero dices: ‘No quiero hundirme, voy a buscar ayuda, a apretar los dientes y a salir de aquí".
Fue elegido trigésimo séptimo mejor disco nacional del año por la revista Rockdelux y cuadragésimo por Muzikalia.
Rumba de mi estado de alarma fue elegida vigésimo primera mejor canción nacional del año por la revista Rockdelux. Apaga el móvil por favor está en la selección de mejores canciones del año de Muzikalia.

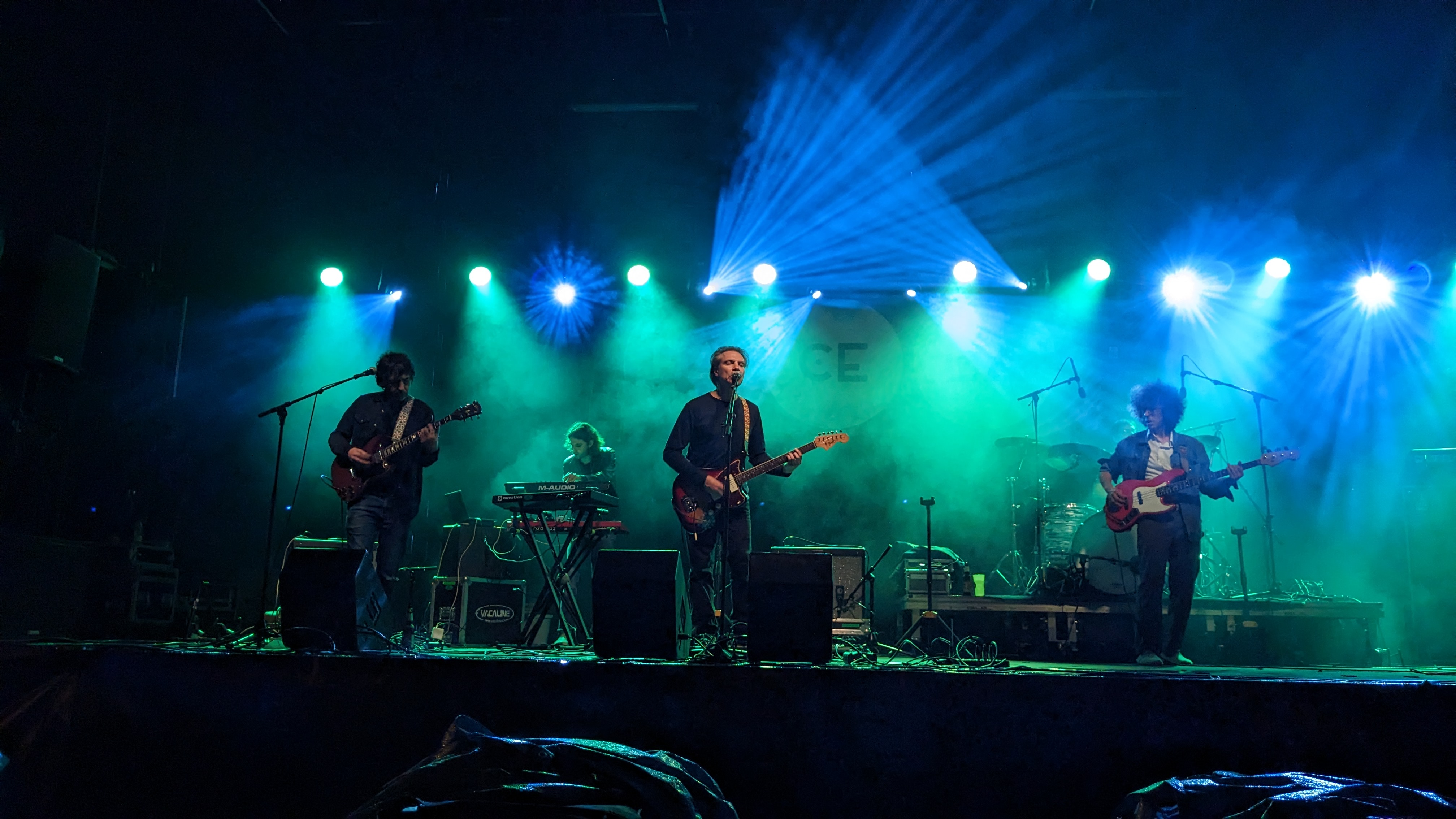
Florent y yo actuando en el Facela Fest (Lugo), el 10 de mayo de 2024.

## Lista de canciones

### Edición envinilo
| Cara A 1. Aquí paz y gloria 4:35 2. Rumba de mi estado de alarma 4:15 3. Apaga el móvil por favor 3:50 4. Los restos de un naufragio 4:03 5. Brotes verdes 4:42 | Cara B 1. Será para ti 3:59 2. La cueva de mis fracasos 3:36 3. Juegos de mesa 4:24 4. Un buenísimo plan 4:13 5. El silencio 6:56 |

Letra y música de todas las canciones por Florent Muñoz, excepto la letra de Rumba de mi estado de alarma, compuesta por Alicia Díaz. La producción corre a cargo del propio Florent y Carlos Díaz. Portada de Florent.

## Sencillos
Los adelantos del disco fueron:
- Aquí paz y gloria (18 de enero de 2023, El Volcán Música / El Ejército Rojo, digital)[3][10]
- Rumba de mi estado de alarma / Respuestas equivocadas (24 de febrero de 2023, El Volcán Música / El Ejército Rojo, sencillo de siete pulgadas).[11]
- La cueva de mis fracasos (18 de abril de 2023, El Volcán Música / El Ejército Rojo, digital).

## Vídeos promocionales
Los siguientes clips promocionan el disco:
- La cueva de mis fracasos, lyric video.[12]
- Apaga el móvil por favor, dirigido por Dani Rato .[13]
- Los restos de un naufragio, lyric video generado por inteligencia artificial.[14]